# Grand Pilier d’Angle
Grand Pilier d’Angle (pol. Wielki Filar Narożny) – szczyt w Masywie Mont Blanc, grupie górskiej Mont Blanc. Leży w północnych Włoszech w regionie Dolina Aosty. Szczyt można zdobyć m.in. ze schroniska Rifugio Monzino (2590 m).
Wspinaczka na filarze jest poważnym przedsięwzięciem alpejskim, gdyż rejon ten znany jest z kapryśnej pogody i dużego prawdopodobieństwa lawin. Odwrót wspinaczy zjazdami nie jest zalecany ze względu na zły stan skał. Dla źle zaaklimatyzowanych alpinistów zrobienie którejkolwiek z dróg na filarze nie oznacza sukcesu, gdyż ponad nim czeka na nich niekończące się wejście granią Peuterey na szczyt Mont Blanc, skąd prowadzi bezpieczne zejście. Uważa się, iż ściana ta należy do najbardziej niegościnnych zakątków w masywie.
Pierwszego wejścia dokonali w dniu 3 sierpnia 1957 roku Walter Bonatti i Toni Gobbi.
Pierwsze wejście zimowe w dniach 5-11 marca 1971 roku Andrzej Dworak, Janusz Kurczab, Andrzej Mróz i Tadeusz Piotrowski. 

## Polscy zdobywcy
Jedna z dróg wejściowych – Via Polacca – została nazwana na cześć polskich alpinistów, którzy ją wytyczyli w dniach 19–21 lipca 1984 r. Byli to: Eugeniusz Chrobak, Tadeusz Łaukajtys i Andrzej Mróz. Polacy dokonali również pierwszego wejścia drogą nazwaną Faux pas – dokonali tego 6–10 sierpnia 1983 roku, na lewej części skalnego monolitu, Jan Fijałkowski i Jacek Kozaczkiewicz.